# TVチューナー
TVチューナー（テレビチューナー）は、テレビ放送を受信するための機器、部品、あるいはその部品を含む集積回路や基板（拡張カードなど）である。形態はさまざまであり、一般的なテレビではモジュールとして内蔵されている。「TVチューナー」という商品名ではコンポーネントステレオの要素としてのものが以前は多かった。テレビに内蔵されない放送波用のチューナー、具体的にはBS・CSチューナーなどはセットトップボックスの形態であった。初期の薄型テレビでは、チューナーユニットがディスプレイユニットと別筐体の製品が多かったが、薄型テレビではテレビ本体が筐体ではないため「セットトップ」の語義通りの形態ではなくなった。近年ではパーソナルコンピュータの拡張機器としてのタイプのものも普及が広がっている。
テレビ本体や録画機器などによっては、複数波を同時に受信できるものもある。機種にもよるが、テレビ単体機では複数番組を同時に視聴でき、テレビデオ等では録画中に裏番組を視聴できる。HDDレコーダー（主にHDDを内蔵したDVDレコーダー・BDレコーダー）が普及してからは、チューナーを2 - 3系統搭載して複数番組の同時録画が可能なモデルも多く発売されている。

## パソコンにおける形態

### パソコン連携系

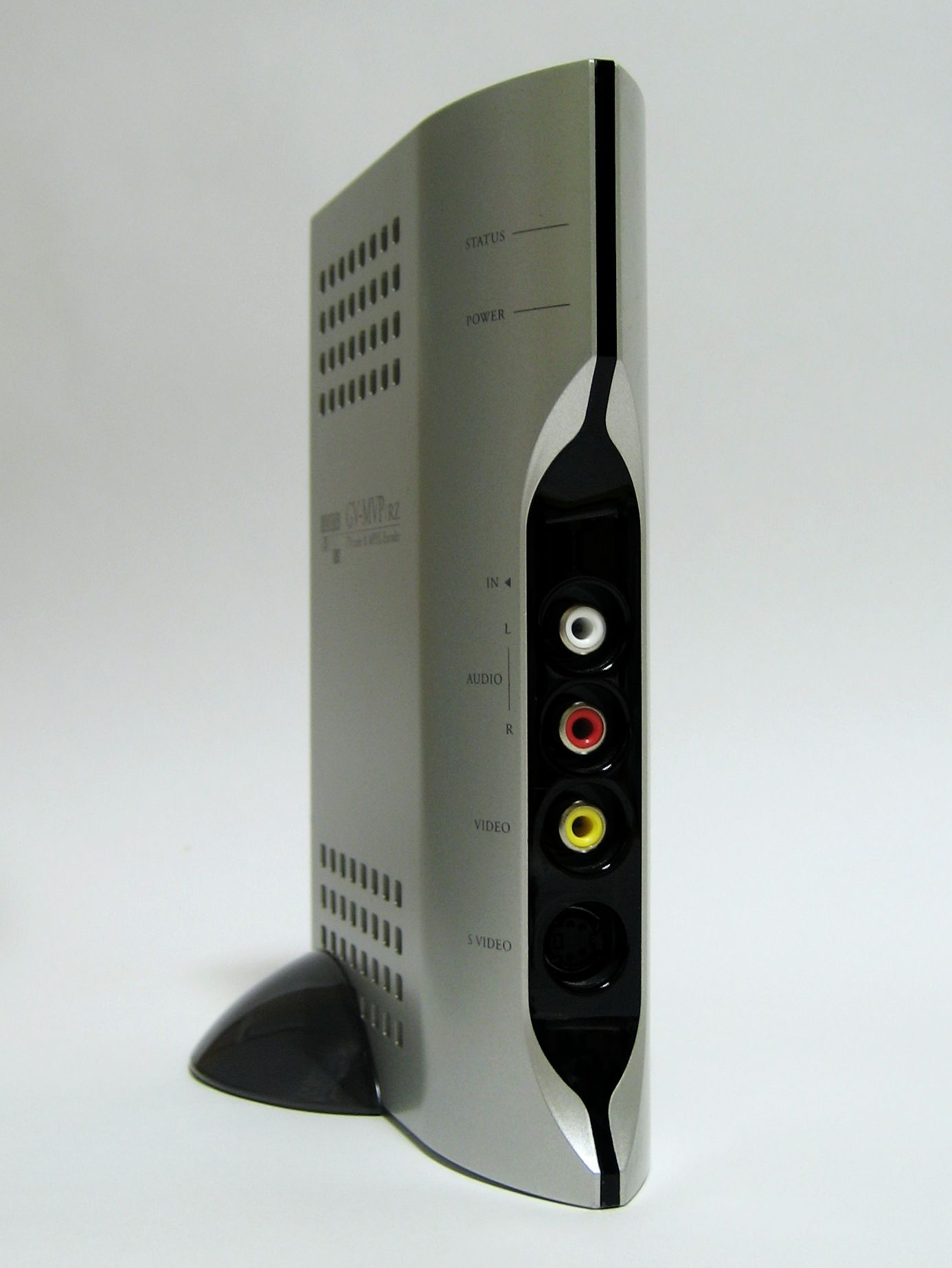
USB外付けTVチューナー

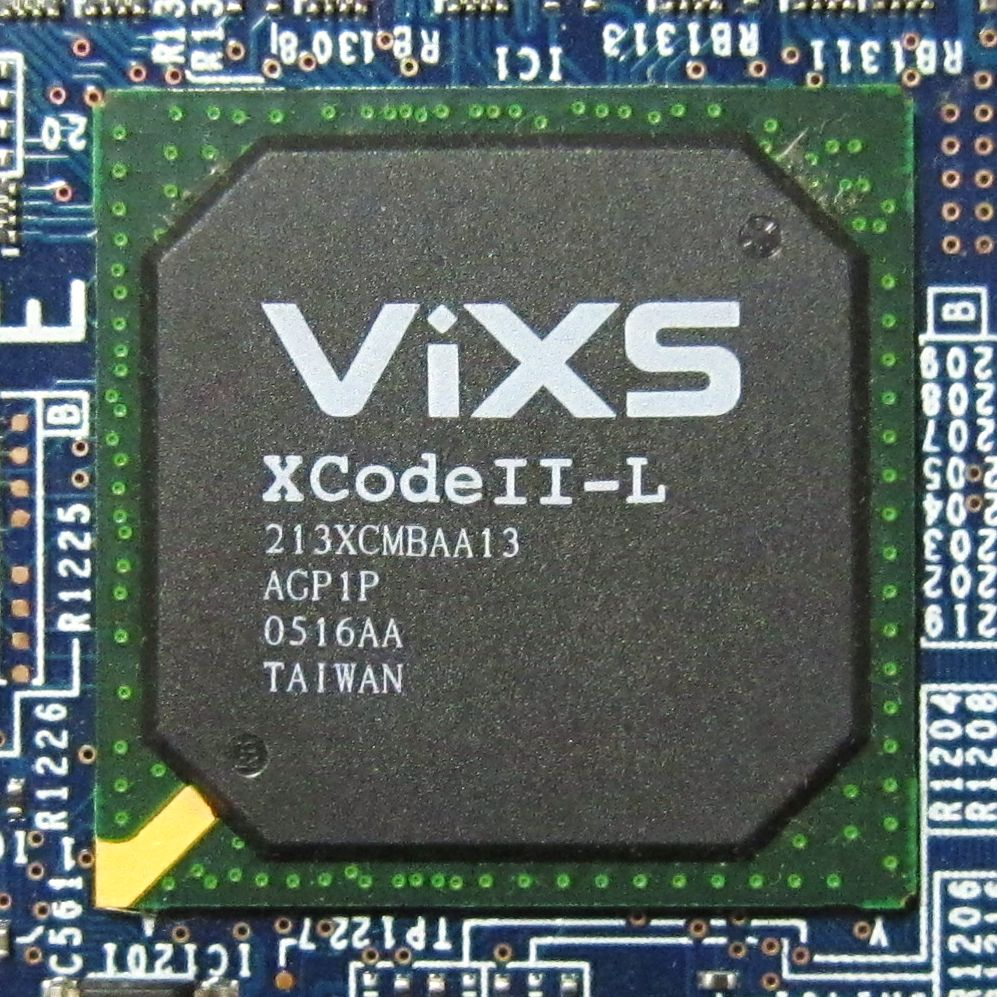
ViXS製ハードウェアエンコードチップのXCode II-L

パソコン内に映像・音声データとして取り込んだ上でパソコンの画面などに表示する。
テレビチューナー自体にはテレビを視聴する機能しかない。
パソコン連携のテレビチューナーは、ビデオ信号をパソコンに取り込むキャプチャ機能を併せ持っている。そのため、テレビキャプチャという表現が一般的でパソコンのHDDに録画することもできる。
コンポジット入力やS端子入力も備えていることが多い。動画としてのデータサイズを小さくするためのハードウェアエンコード機能を備えたものもある。
拡張カード型
PCIスロットやPCMCIAスロットなどに挿入する。別売りのものが一般的だが、ディスプレイ一体型でないパソコンでは拡張カード型が標準装備されているモデルも多い（TV tuner card）。
内蔵型
テレビ代替指向の据置き機やノートパソコン（テレビパソコン）に組み込まれて出荷される。
USB接続型
USB端子に接続する。一般的にはハードウェアエンコーダーを備え、圧縮済みのデータとしてパソコンに取り込む。USB 1.1規格の場合は6Mbps程度が限界だが、USB2.0対応の製品は内蔵型と同様の高ビットレートで録画できる。USBに比べるとわずかではあるがIEEE 1394接続型の製品も存在する。
ネットワーク接続型
LANに繋がっており、LANに接続したパソコンからならどこでも視聴することができるものもある。

### 独立系
基本的にはパソコンの処理の外にあり、単にパソコンのディスプレイを間借りして利用する装置。運用上は高解像度のテレビ受像機にパソコンを繋いで利用しているのと大差ない。
外付けユニット
テレビ受像機から画面だけを取り除いたような装置。あまり一般的ではない。パソコン専用ディスプレイに表示できるが、パソコンで映像を取り込んで扱えるわけではない。
テレビチューナー内蔵ディスプレイ
パソコン用ディスプレイとして設計されているが、パソコンがなくてもテレビ受像機として稼働できる。そのためのリモコンやコンポジット入力などを備えているものもある。パソコンに取り込めないことは外付けユニットと同様。

## デジタルチューナー

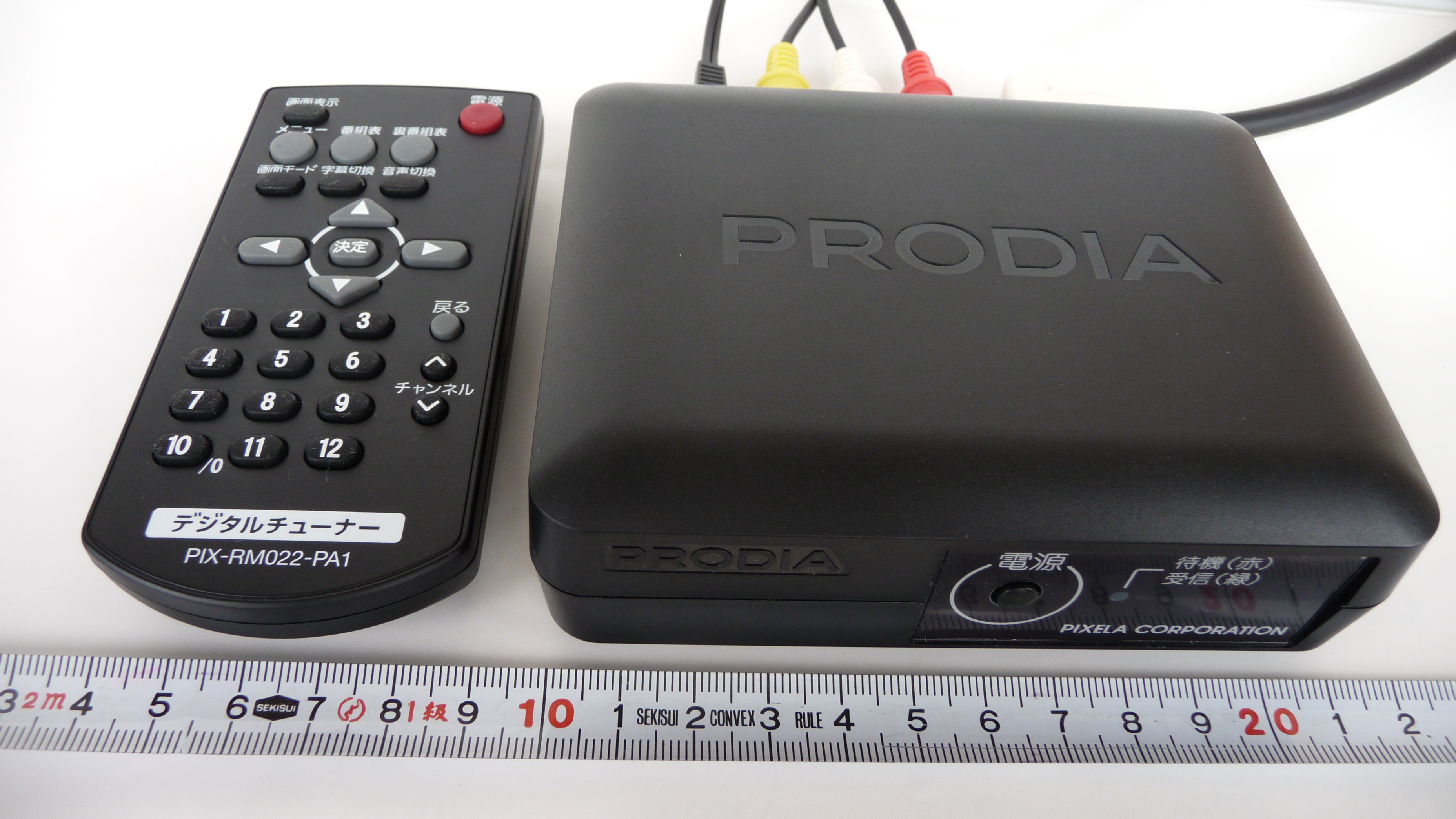
デジタルチューナー

アナログ放送しか受信できないテレビ受像機に対して、BSや地上デジタル放送を受信して、映像信号を出力する単体チューナーが発売されている。

## UHFコンバータ
UHF放送（アナログ）が開始された（1963年から）当時のテレビにはUHF受信回路がなかったため、外付けのUHFコンバータ（UHF信号をそのままVHF波に変換するだけで映像信号は出力しない）が使われた。
UHFコンバータには特定の放送局の受信を前提とした限られたチャンネルのみに対応したもの（一例としてサンテレビジョンが開局時のPR活動で阪神甲子園球場などで配布した、DXアンテナ製の36チャンネルを3チャンネルに変換するもの）や、ダイヤル式のチューナーで選局するタイプの「オールチャンネル型」などがあった。
UHF民間放送テレビ局の開局（第2局）が進んだ1969年前後からテレビにUHF受信回路とチューナーが内蔵されるようになり、この頃からカラーテレビはUHF受信機能を内蔵したものを中心に普及しだしたため、段階的に一般家庭用の製品は姿を消したものの、共同受信用の製品は2011年のアナログ放送終了まで生産された。
コンバーターやカラーテレビにおける普及促進の関係上、家電メーカーの一社提供番組や、大手企業の大口スポンサーが付いていた番組はUHF民放の第2局が開局した後も、第2局が属する系列の番組（『ズバリ!当てましょう』『モーニングショー』など）であっても開局後暫くはVHFでラテ兼営が主体の第1局に残り続け、ある程度普及した段階で移行した。